# Arthur Hamilton
Arthur Hamilton ( * 1795 - 1860 ) fue un botánico, explorador, y curador suizo, que publicó en 1832 una monografía sobre el género Scutellaria L..
- La abreviatura «A.Ham.» se emplea para indicar a Arthur Hamilton como autoridad en la descripción y clasificación científica de los vegetales.[2]